# Ursula Mogg
Ursula Mogg (* 12. November 1953 in Koblenz) ist eine deutsche Politikerin (SPD).

## Leben und Beruf
Nachdem sie das Abitur auf dem Zweiten Bildungsweg erworben hatte, studierte Ursula Mogg Politikwissenschaft, Anglistik und Völkerrecht. Später war sie als wissenschaftliche Mitarbeiterin eines Bundestagsabgeordneten und danach als Referentin im Ministerium für Arbeit, Soziales, Familie und Gesundheit des Landes Rheinland-Pfalz tätig.

## Partei
Seit 1975 ist Ursula Mogg Mitglied der SPD. Von 2005 bis 2006 war sie Vorsitzende der SPD Koblenz.
Im Jahr 2006 wechselte sie von der SPD Koblenz zur SPD Bad Ems, wo sie zur Vorsitzenden gewählt wurde.

## Abgeordnete
Von 1979 bis 1999 gehörte Mogg dem Rat der Stadt Koblenz an und war dort von 1988 bis 1991 Vorsitzende der SPD-Fraktion.
Von 1994 bis 2009 war sie Mitglied des Deutschen Bundestages, dabei zog sie jeweils über die Landesliste Rheinland-Pfalz in den Bundestag ein. Ab 1998 war Mogg stellvertretende Vorsitzende der Deutsch-Britischen Parlamentariergruppe. Ab 2002 wirkte sie als stellvertretende Sprecherin der Landesgruppe Rheinland-Pfalz und ab Dezember 2005 als stellvertretende Sprecherin der „Arbeitsgruppe Sicherheitsfragen“ der SPD-Bundestagsfraktion.